# Блиновка
Блиновка — село Каменского района Пензенской области России. Входит в состав Каменского сельсовета.

## География
Расположено на берегу речки Ростовка (приток Шуварды) в 9 км на северо-восток от райцентра города Каменки.

## История села
Построено до 1710 г. в Шукшинском стане Пензенского уезда, принадлежало генералу Автомону Михайловичу Головину, крестьяне переведены из Переяславского и других уездов. В 1718 г. в Блиновке 6 дворов. С 1780 г. входила в состав Нижнеломовского уезда Пензенской губернии. В 1795 г. в с. Александровке, Блиновка тож, 175 дворов крестьян, находившихся на оброке и плативших по 3 рубля с ревизской души в год. В 1860 г. построена каменная церковь во имя Иконы Казанской Богородицы. Перед отменой крепостного права – центр «Блиновской вотчины» Марии Васильевны Нарышкиной. В Блиновке у помещицы 937 ревизских душ крестьян, у них 184 двора на 160 десятинах усадебной земли, 437 тягол (повинности отбывали смешанно – барщина и оброк, с окладной души или земельного участка платили по 7 руб. в год, кроме того по 3 руб. на подати и прочие расходы), у крестьян 4290 дес. пашни, 269 дес. сенокоса и 234 дес. выгона, у помещицы – 1239 дес удобной земли, в том числе леса и кустарника 742 дес. Крестьяне вотчины в целом обрабатывали 1077 дес. барской пашни, сад и огород, возили хлеб к местам продажи, убирали 100 дес. сенного покоса, охраняли лес, хлеб и все строения помещицы, доставляли все материалы для господских построек. В 1864 г. в селе было 2 церкви. В 1877 г. – 315 дворов, церковь, школа. В 1896 г. работала земская школа. Ближняя к г. Каменке часть села называлась Еланью. Деление на Елань и Блиновку связано с решением земельного вопроса и освобождением крестьян от крепостной зависимости. В Елани жили крестьяне, пожелавшие выделиться на дарственный надел, в Блиновке – пожелавшие выкупить помещичью землю в собственность – из единой общины получилось две и, соответственно, два села. В 1911 г. – Большеверховской волости Нижнеломовского уезда, но фактически волостной центр этой волости, община стала вновь единой (так как все крестьяне стали «собственниками» в составе общины), земская школа, народная библиотека, одно крестьянское общество, 425 дворов, мельница с нефтяным двигателем, 5 ветряных, 2 шерсточесалки, 2 кузницы, 2 кирпичных сарая, 7 лавок.
С 1928 года село являлось центром сельсовета Каменского района Пензенского округа Средне-Волжской области (с 1939 года — в составе Пензенской области). В 1955 г. – в составе Ростовского сельсовета, центральная усадьба колхоза «Путь Ленина». В 1980-е гг. – центр Блиновского сельсовета, центральная усадьба совхоза «Верховский».
22 декабря 2010 года Блиновский сельсовет был упразднён, село вошло в состав Каменского сельсовета.
До 2011 года в селе действовала основная общеобразовательная школа.

## Население
| 1795 | 1864  | 1877  | 1897  | 1911  | 1926  | 1930  |
| ---- | ----- | ----- | ----- | ----- | ----- | ----- |
| 1233 | ↗1975 | ↗2248 | ↘2009 | ↗2300 | ↘1351 | ↘1001 |
| 1939 | 1959  | 1979  | 1989  | 2002  | 2010  |       |
| ↘949 | ↘898  | ↘559  | ↘501  | ↘500  | ↘478  |       |

## Достопримечательности
В селе расположена действующая Церковь Казанской иконы Божией Матери (1860).